# Tấn Giang
Tấn Giang (tiếng Trung: 晉江, Hán Việt: Tấn Giang) là một thành phố cấp huyện thuộc thành phố Tuyền Châu, tỉnh Phúc Kiến, Trung Quốc. Thành phố Tấn Giang có diện tích 642 km², dân số 1.020.000 người, mã số bưu chính 362200. Thành phố Tấn Giang có 6 nhai đạo, 13 trấn. Thành phố này nằm ở đông nam tỉnh Phúc Kiến, bờ nam sông Tấn, giáp biển Thái Bình Dương, nhìn ra eo biển Đài Loan.